# ハンスホイヤー
ハンスホイヤー（マイスター・ハンス・ホイヤー、Meister Hans Hoyer） は、金管楽器ホルンのブランドである。「ハンス」や「ホイヤー」と略される事もある。ドイツの大手管楽器メーカーB&S GmbHが製造している。
2012年、B&S GmbH が Buffet Groupに買収され傘下のブランドとなった。国内ではビュッフェ・グループ・ジャパンの取扱となっている。

## 概要
元来は旧東ドイツの国営工場（VEB, Volkseigener Betrieb）が使用していたブランド名。名前の由来となった金管楽器製造マイスターのハンス・ホイヤーは、国営工場でホルン製造部門の部門長を務めていた人物である。国営工場で量産体制を取り、多数の楽器を西側諸国に輸出していたが、東ドイツ時代の製品には品質面での問題があった。ドイツ再統一後はJA Musik（2009年5月にB&Sに社名変更）の傘下に入って近代的な設備で楽器を製造するようになり、品質は改善されている。楽器の製造に工作機械を多く用いる事で低コスト化を図っており、ドイツ製ホルンの中では比較的安価である。
日本国内では、ヤマハミュージックジャパンが代理店となって輸入販売している。かつて野中貿易も代理店であったが、現在は取り扱っていない。
近年B&Sグループでは、ヴィンセント・バックのトランペットやヨークのチューバなど、他社の製品を参考にしたコピーモデルを盛んに開発している。ハンスホイヤーブランドのホルンについても同様で、かつての自社オリジナルの管体デザインによる製品に代わり、コーン、ガイヤー（Carl Geyer）、エンゲルベルト・シュミット、パックスマンなどのメーカーを参考にしたモデルを開発している。

## 製造の特徴
前述のとおり、管楽器製造の為の工作機械を用いて製造しているが、全工程を機械に任せているわけではない。また、モデルによってはハンドメイド工程のものもある。パーツは全て自社（B&S）で作られており、一部のパーツは同社の姉妹ブランドであるヴェンツェル・マインルのホルンにも共通に使われている。

## 関連サイト
- 公式サイト（英語）
- YMT内公式サイト